# Metopochetus tipuloides
Metopochetus tipuloides är en tvåvingeart som först beskrevs av Walker 1865.  Metopochetus tipuloides ingår i släktet Metopochetus och familjen skridflugor. Inga underarter finns listade i Catalogue of Life.